# Одеон у Філадельфії
Одеон у Філадельфії – монументальна споруда античного міста Філадельфія, яке розташовувалось на території сучасного Амману (столиця Йорданії). Одна з філадельфійських пам’яток, що дійшли до нашого часу у гарному стані.

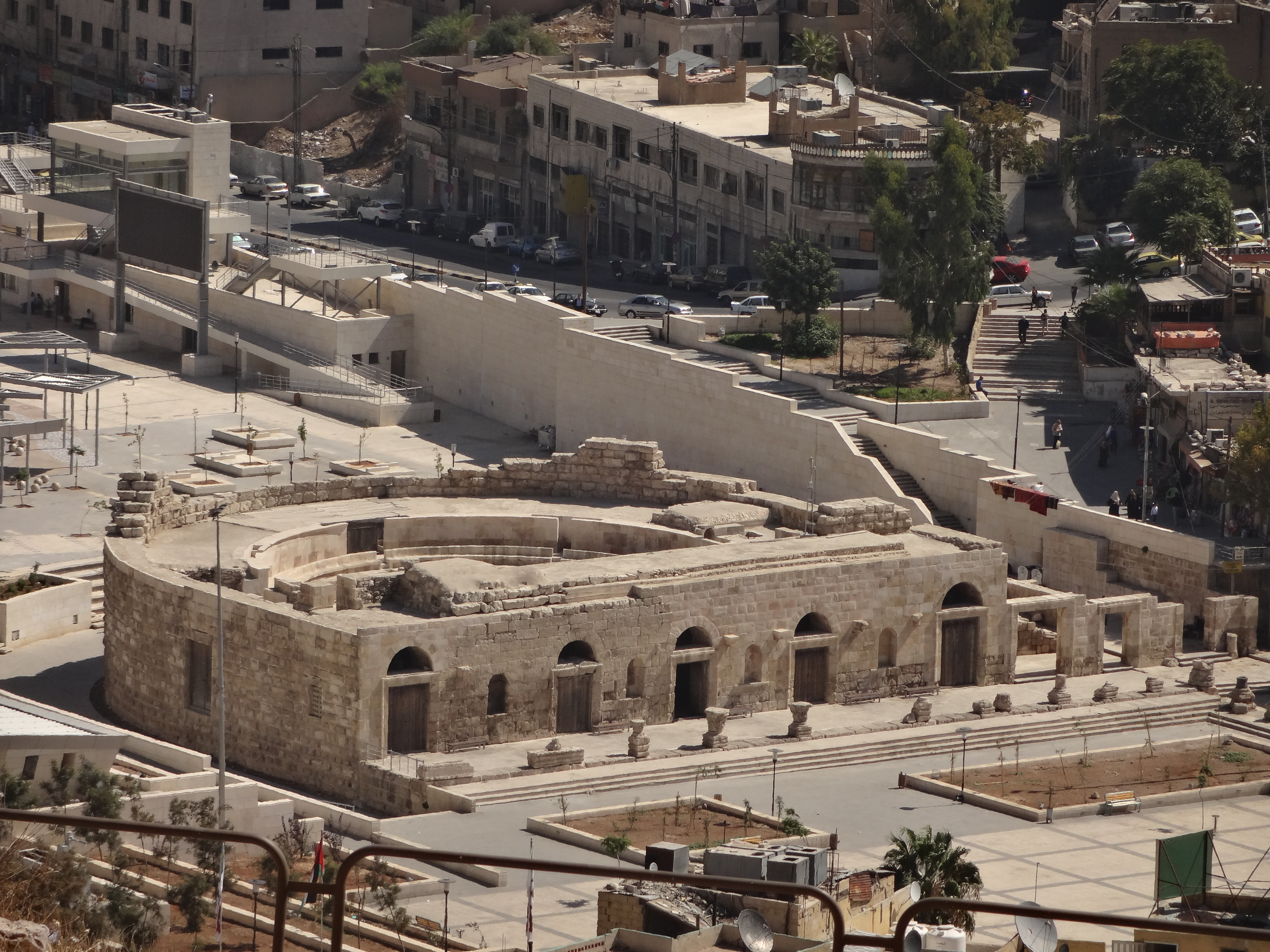
Вигляд одеону з підйому на Замкову гору (пагорб Джабаль-Кала)

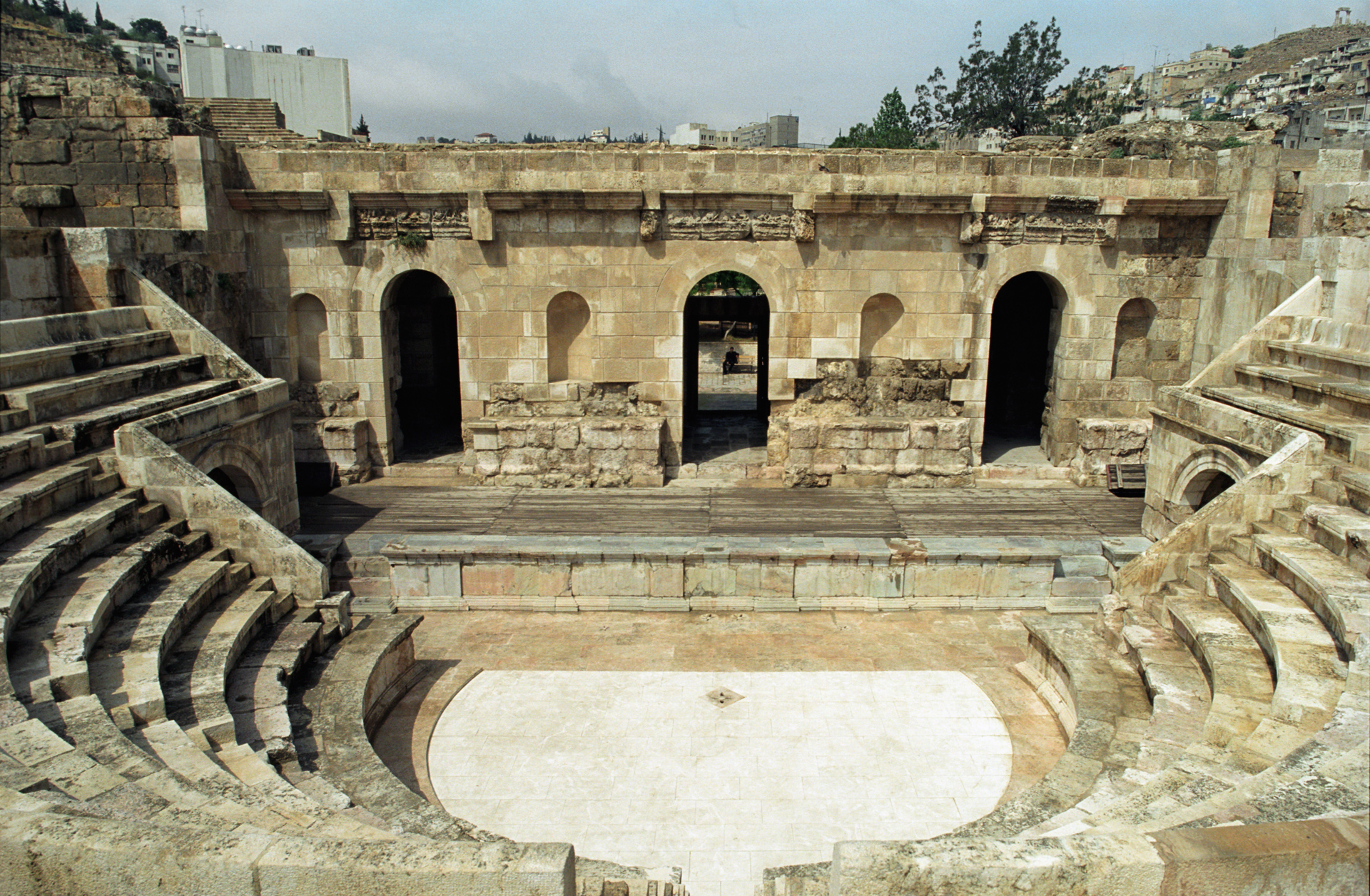
Вигляд сцени одеону

Одеон спорудили на східній стороні римського форму Філадельфії у середині 2 століття н.е. Точна дата завершення будівництва невідома, проте ймовірно це відбулось у правління імператора Антоніна Пія та трохи раніше від зведення (або масштабної реконструкції) розташованого на південній стороні названої площі великого театру.
Напівкруглий зал одеону з десятьма рядами кам’яних лав міг вміщувати до п’ятисот осіб та призначався для виступів ораторів та поетів, проведення музичних змагань і засідань. Враховуючи цільове призначення будівлі, вона мала дах, котрий захищав відвідувачів від опадів та спеки. Як і в інших античних спорудах по всьому Середземномор’ю, виконане з деревини перекриття не збереглось.

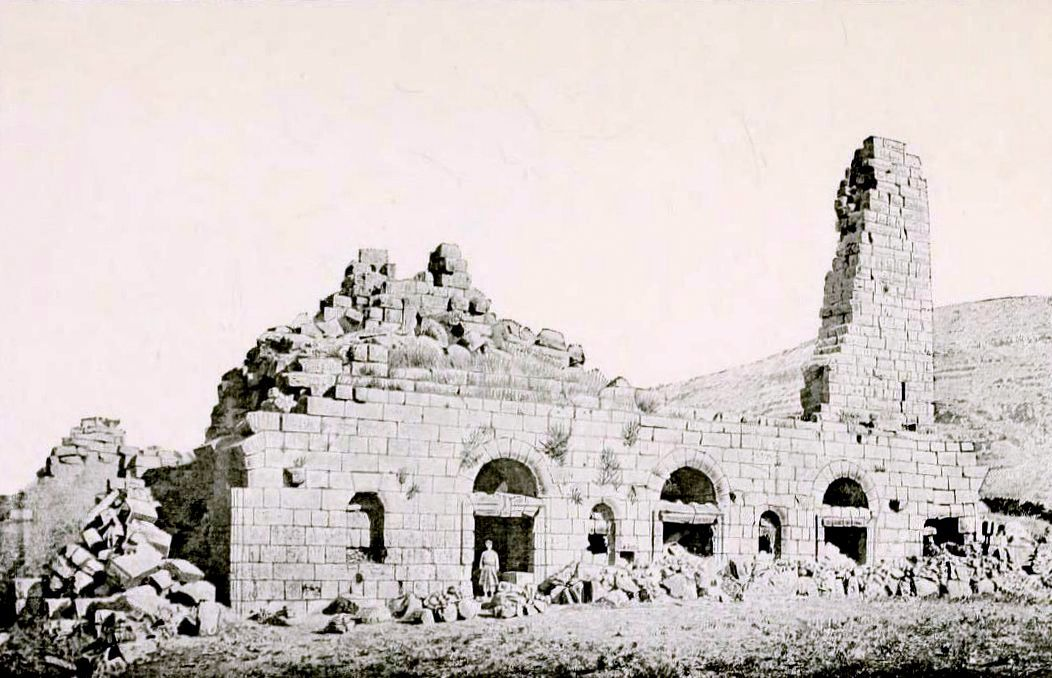
Вигляд одеону у 1889 році

Панорамний вигляд внутрішньої частини одеону зі сцени

Будівля непогано збереглась до наших часів, хоча її сучасний вигляд все-таки потребував реставраційних робіт, завершених у 1997 році.
Варто зазначити, що на території сучасної Йорданії зберігся ще один античний одеон у Пелі. Крім того, одеон, перебудований у театр, можливо побачити в Герасі.